# No Prayer for the Dying
No Prayer for the Dying – ósmy studyjny album płytowy heavymetalowej grupy Iron Maiden, wydany w 1990 roku. Przed jego nagraniem zespół opuścił gitarzysta Adrian Smith z powodu braku zrozumienia i chęci do muzycznego cofania się zespołu do początku kariery odrzucając progresywny kierunek obrany na dwóch poprzednich płytach na rzecz prostych i ostrych kompozycji. Na jego miejsce został przyjęty mający polskie korzenie Janick Gers, który współpracował z Dickinsonem przy jego pierwszej solowej płycie – Tattooed Millionaire. Przy tworzeniu albumu zrezygnowano z syntezatorów gitarowych, używanych przy nagrywaniu dwóch poprzednich płyt (Somewhere in Time i Seventh Son of a Seventh Son), zastosowano natomiast tradycyjne surowe brzmienie gitar.
Album przez wielu fanów uważany jest za najsłabszy spośród wszystkich płyt nagranych z Bruce’em Dickinsonem. Jednak mimo to znajduje się na nim kilka udanych kompozycji, jak chociażby dynamiczne i wesołe „Holy Smoke”, zawierające ciekawe riffy gitarowe i porywające przesłanie (o chciwości wśród kaznodziejów – całkiem nowy motyw w twórczości Maiden).
Na uwagę zasługują również inne utwory: żywiołowy opener płyty – „Tailgunner”, wolna ballada, tytułowy kawałek – „No Prayer for the Dying” czy „Bring Your Daughter… to the Slaughter („przyprowadź swoją córkę... na rzeź”) – piosenka Dickinsona napisana na potrzeby soundtracku do filmu Koszmar z ulicy Wiązów 5: Dziecko snów.

## Lista utworów
1. „Tailgunner” (Dickinson, Harris) – 4:14
2. „Holy Smoke” (Dickinson, Harris) – 3:48
3. „No Prayer for the Dying” (Harris) – 4:23
4. „Public Enema Number One” (Dickinson, Murray) – 4:13
5. „Fates Warning” (Murray, Harris) – 4:10
6. „The Assassin” (Harris) – 4:17
7. „Run Silent Run Deep” (Dickinson, Harris) – 4:34
8. „Hooks in You” (Dickinson, Smith) – 4:06
9. „Bring Your Daughter… to the Slaughter” (Dickinson) – 4:43
10. „Mother Russia” (Harris) – 5:31

## Wykonawcy
- Bruce Dickinson – śpiew
- Dave Murray – gitara elektryczna
- Janick Gers – gitara elektryczna
- Steve Harris – gitara basowa
- Nicko McBrain – perkusja